# Agnes von Mansfeld-Eisleben

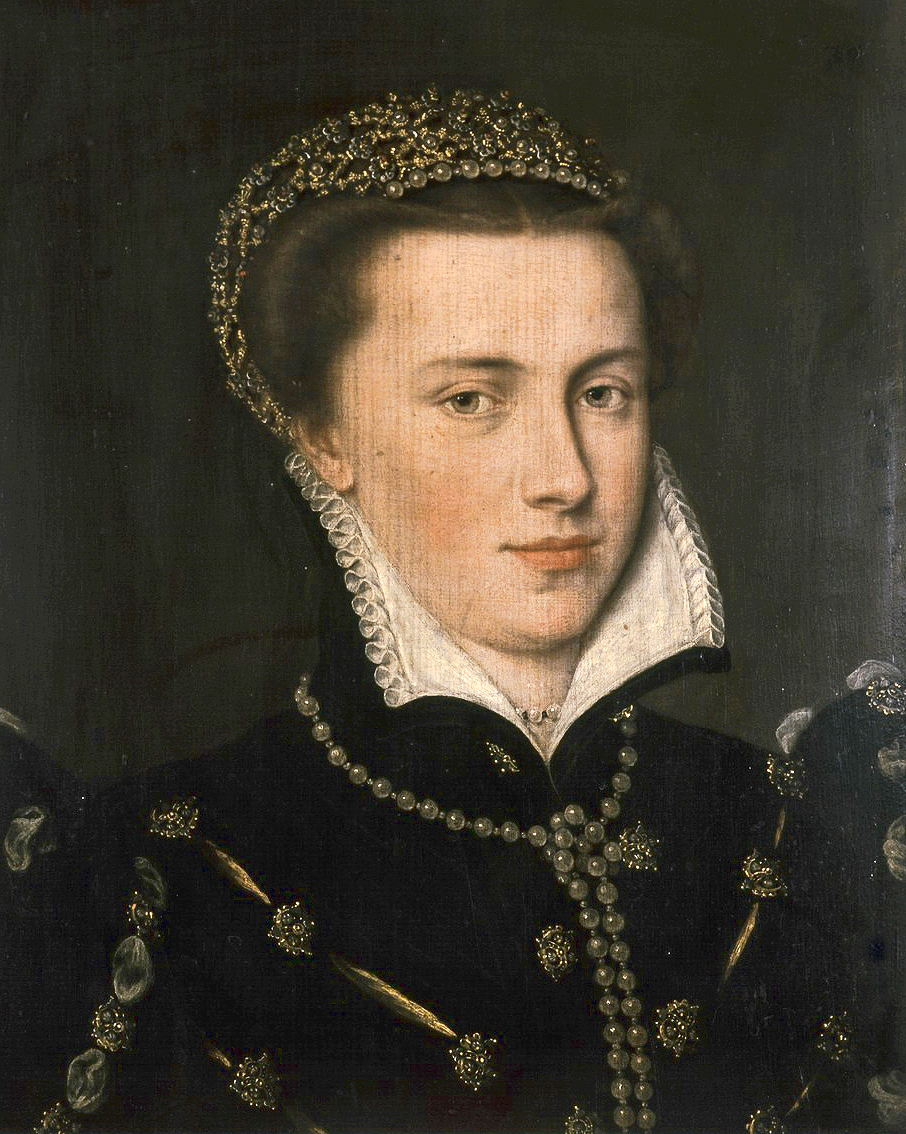
Agnes von Mansfeld-Eisleben, la hermosa doncella de Mansfeld.

Agnes von Mansfeld-Eisleben (1551-1637) fue condesa de Mansfeld e hija de Johann (Hans) Georg I de Mansfeld Eisleben. Convirtió a Gebhard, senescal de Waldburg y príncipe elector del Electorado de Colonia y arzobispo de la archidiócesis de Colonia, a la fe protestante, lo que condujo a la Guerra de Colonia (1583-1588).
Tras una odisea, en la que ella y su marido buscaron refugio en diversas partes del norte de Alemania, Gebhard renunció a su reclamo ante el Electorado. Se asentaron en Estrasburgo, donde su marido ocupó un puesto en el cabildo de la Catedral. Tras la muerte de él en 1601, ella quedó bajo la protección del Duque de Wurtemberg, quien había sido perseguido en su propio ducado. Ella falleció en 1637.